# 김호철 (축구인)
김호철(한국 한자: 金虎喆, 1971년 1월 5일 ~ )은 대한민국의 전 축구 선수이며, 포지션은 공격수였다.